# Dragon Ball Z: Ultimate Battle 22
Dragon Ball Z: Ultimate Battle 22  (ドラゴンボールZ アルティメイトバトル22  Doragon Bōru Zetto Arutimeito Batoru Towintetzū?) es un videojuego de lucha basado en la serie de televisión Dragon Ball Z para la consola PlayStation, que obtuvo críticas muy negativas de la prensa especializada. Fue programado por TOSE y distribuido por Bandai. Se lanzó en Japón en 1995 y en Europa en 1996. Un tiempo más tarde, en el año 2003, la compañía Atari reeditó este juego para Norteamérica a precio reducido. También fue reeditado en el mismo año en Europa.
El título Ultimate Battle 22 deriva del número de luchadores seleccionables disponibles en el juego, un total de 22. Mediante un truco es posible desbloquear a cinco personajes adicionales y el título cambia a Ultimate Battle 27.

## Información
Cuando el juego salió a la venta, la serie de TV aún no había terminado de emitirse. Al igual que otros títulos de la época (Butōden 3 y Final Bout), Ultimate Battle 22 comete el error de no tener un modo historia, lo cual es uno de sus principales puntos negativos.
Varios personajes hacen aquí su debut en un juego de lucha: Great Saiyaman, Ten Shin Han, Roshi, Mr. Satán, Zarbon y un personaje exclusivo del anime, Gogeta.

## Personajes

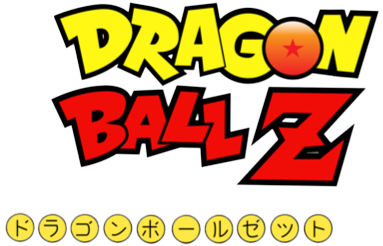
imagen

| Heroes: - Son Gokū SSJ2 y SSJ3 - Son Gokū Niño - Vegeta Majin - Gogeta - Son Gohan Niño SSJ2 - Great Saiyaman - Son Goten Niño SSJ - Trunks Niño SSJ - Trunks del futuro SSJ - Gotenks SSJ - Piccolo - Krilin - Kaiō Shin - Ten Shin Han - Maestro Roshi - Mr. Satán | Villanos: - Zarbon - Recoome - Ginyū - Freeza - A-18 - A-16 - Cell Perfecto - Dabura - Mr. Boo - Super Boo |

## Modo historia
Pese a la falta de un modo historia, se puede seguir la historia cronológicamente, desde finales del Dragon Ball original hasta casi el final de Z (se omite a la versión "Kid" de Majin Boo) y la aparición de Gogeta que no está en el manga. La lista de peleas sería:
| - #1: Son Gokū Niño vs Maestro Roshi - #2: Krilin vs Ten Shin Han - #3: Piccolo vs Zarbon - #4: Krilin vs Reecom - #5: Piccolo vs Ginyu - #5: Krilin vs Freezer Forma final - #6: Goku SSJ vs Freezer - #7: Trunks del futuro vs A-18 - #8: Goku SSJ vs A-16 - #9: A-18 vs Cell Perfecto - #10: Gohan vs Piccolo (entrenamiento) | - #11: Goku vs Cell - #12: Gohan SSJ2 vs Cell - #13: Goten vs Trunks Niño - #14: Great Saiyaman vs Mr. Satan - #15: Kaioh Shin vs Mr. Dabura - #16: Goku vs Vegeta Majin - #17: Goku SSJ3 vs Mr. Boo - #18: Gotenks vs Super Boo - #19: Gogeta vs Super Boo |

## Críticas
Este juego recibió malas críticas por parte de la prensa especializada estadounidense. GameSpot le dio un 1,2 sobre 10, calificándolo como "un juego, muy, muy malo". En X-Play se dijo que era "una pérdida de tiempo y dinero". La revista Official PlayStation Magazine le dio un 1 sobre 5, la segunda peor nota posible. En Electronic Gaming Monthly se afirmó que "alguien depositó un excremento en un joyero y lo hizo pasar por un juego". En la página web Game Rankings obtuvo un 32 sobre 100.
- Datos: Q1143911